# مايك بيرغر
مايك بيرغر هو لاعب هوكي الجليد كندي، ولد في 2 يونيو 1967 في إدمونتون في كندا.

## وصلات خارجية
- مايك بيرغر على موقع دوري الهوكي الوطني (الإنجليزية)
- مايك بيرغر على موقع قاعة مشاهير الهوكي (لاعب أن.إتش.أل) (الإنجليزية)
- مايك بيرغر على موقع EliteProspects.com (الإنجليزية)
- مايك بيرغر على موقع HockeyDB.com (الإنجليزية)
- مايك بيرغر على موقع Hockey-Reference.com (الإنجليزية)